# 이교도 대군세
이교도 대군세(고대 영어: mycel heathen here, 영어: Great Heathen Army)란 기원후 865년 스웨덴, 노르웨이, 덴마크의 노르드인 전사(소위 바이킹)들이 연합하여 통일된 명령체계를 가지고 잉글랜드의 앵글로색슨 5왕국을 침입해 휩쓸고 다닌 사건이다.
바이킹들은 8세기부터 수도원 등 부가 집중된 곳을 "치고 빠지는" 전술을 주로 구사했다. 그러나 대군세의 목적은 다소 달랐다. 군사의 규모부터 평소의 해적질 때와는 차원이 달랐다. 이들의 목적은 정복이었다.
"이교도 대군세"라는 말은 865년 작성된 《앵글로색슨 연대기》에 나온다. 전설에 따르면 라그나르 로드브로크의 아들들이 대군세를 이끌었다고 한다. 노르드인들과 앵글로색슨인들 사이의 전쟁은 14년동안 계속되었다. 최종적으로는 웨식스 왕국의 앨프레드 대왕이 에딩턴 전투에서 바이킹들에게 승리하고 평화조약을 맺음으로써 전쟁은 종결되었다. 이에 따라 잉글랜드는 7왕국 할거 시대가 끝나고 단일 왕조에 의한 통일이 이루어졌으며, 바이킹들은 잉글랜드 북부 지역을 점유하였다.

## 같이 보기
- 흐라픈스메르키